# Шоу Дезмонд
Шоу Дезмонд (англ. Shaw Desmond, настоящее имя Чарльз Нейтеніел Лоу Шоу, англ. Charles Nathaniel Lowe Shaw; 19 січня 1877, Дангарван — 23 грудня 1960, Лондон
) — ірландський прозаїк, письменник-фантаст та містик.

## Біографія та творчість
Здобув освіту та виховання в монастирі в Ірландії, з п'ятнадцятирічного віку заробляв собі на життя селянською працею та підприємництвом. У 1909 році вирішив присвятити себе літературі та журналістиці. У 1910 році невдало балотувався до парламенту від Незалежної робочої партії в лондонському боро Вондзверт .
Тривалий час жив у Данії, де одружився з Карен Евальд (1885—1954), донькою письменника Карла Евальда , яка також цікавилася літературою і випустила в 1919 роман. Перший роман Дезмонда, "Фру Данмарк" (дан. Fru Danmark ; 1917), був написаний данською, роком пізніше він опублікував, також данською, нарис «Сьогоднішня Ірландія» (дан. «Nutidens Irland») у збірці творів про цю країну, складеному К. Фріїсом-Мьоллером. У тому ж 1918 випустив англійською книгу «Душа Данії» (англ. The Soul of Denmark), що розповідає про цю країну.
Повернувшись до Великої Британії, опублікував понад 60 книг. Значна їх частина — романи з песимістичним та антиутопічним змістом, що розповідають про майбутні революції та війни. Перший такий політико-фантастичний роман — «Демократія» (англ. «Democracy»; 1919) привернув до себе певну увагу і в 1924 був надрукований в СРСР у російському перекладі А. Ф. Полоцької і Б. Д. Прозоровської за редакцією А. Горнфельда; в ньому, як вважала « Літературна енциклопедія» (1930), дається «зображення соціальних зрушень у середовищі дрібної буржуазії після війни», причому автор «бачить у повстанні лише сліпий бунт тупих та обмежених робітників». У романі «Рагнарок» (англ. «Ragnarok»; 1926) зображується війна майбутнього, що винищує весь світ, очима військових льотчиках, що беруть участь у ній, роман «Хаос» (англ. «Chaos»; 1938) описує майбутню війну між Великою Британією та Німеччиною. Водночас у романі «Чорний світанок» (англ. «Black Dawn»; 1944), написаному вже під час Другої світової війни, автор, навпаки, розмірковує про повоєнний мирний устрій життя.
Найважливішим предметом зацікавлень Дезмонда була різноманітна містика, і насамперед — переселення душ та існування привидів. Темі реінкарнації присвячено, зокрема, його роман із давньоримського життя «Ехо» (англ. «Echo»; 1927), а збірка «Казки маленьких сестер Святого Франциска» (англ. «Tales of the Little Sisters of Saint Francis»; 1929) описує досвід спілкування з феями. У жанрі нехудожньої літератури Дезмонд надрукував безліч книг відповідної тематики, у тому числі «Ми не вмираємо: Про спіритуалізм та реінкарнацію» (англ. «We Do Not Die: on Spiritualism and Reincarnation»; 1934), «Реінкарнація для кожного» (англ. «Reincarnation for Everyman»; 1939, друге видання 1950), «Після раптової смерті» (англ. «After Sudden Death; 1939), «Як ви живете, коли вмираєте: Путівник наступного світу?» (англ. «How You Live When You Die: A Guide to the Next World»; 1942, друге видання 1950), «Ви можете розмовляти зі своїми померлими?» (англ. You Can Speak with Your Dead»; 1941, друге видання 1945), «Ніхто ніколи не помирав» (англ. «Nobody Has Ever Died»; 1946) тощо. 1934 року Дезмонд заснував в Лондоні Міжнародний інститут психічних досліджень (англ. «International Institute for Psychical Research»), що займався дослідженнями в галузі реінкарнації, і регулярно виступав із лекціями на цю тему в різних країнах.
Серед інших творів Дезмонда — дорожні нариси, у тому числі книга про поїздку по США «Зірки та смуги: враження від Америки» (англ. Stars and Stripes: Impressions of America; 1932), і автобіографія «Паломник до раю» (англ. «Pilgrim to Paradise»; 1951).

## Вибрана бібліографія
- «Демократія» (англ. «Democracy»; 1919)
- «Боги» (англ. «Gods»; 1921)
- «Рагнарок» (англ. «Ragnarok»; 1926)
- «Ехо» (англ. «Echo»; 1927)
- «Казки маленьких сестер Святого Франциска» (англ. «Tales of the Little Sisters of Saint Francis»; 1929)
- «Ми не вмираємо: Про спіритуалізм та реінкарнацію» (англ. «We Do Not Die: on Spiritualism and Reincarnation»; 1934)
- «Хаос» (англ. «Chaos» ; 1938)
- «Народження світу» (англ. «Chaos»; 1938)
- «Реінкарнація для кожного» (англ. «Reincarnation for Everyman»; 1939)
- «Після раптової смерті» (англ. «After Sudden Death; 1939)
- «Як ви живете, коли вмираєте: Путівник наступного світу?» (англ. «How You Live When You Die: A Guide to the Next World»; 1942)
- «Ви можете розмовляти зі своїми померлими?» (англ. You Can Speak with Your Dead»; 1941)
- «Втілена Ісіда» (англ. «Incarnate Isis» ; 1938)
- «Чорний світанок» (англ. «Black Dawn» ; 1944)
- «Ніхто ніколи не помирав» (англ. «Nobody Has Ever Died»; 1946) тощо.